# Challenger de Savannah 2014
El Savannah Challenger 2014 fue un torneo de tenis profesional jugado en canchas de tierra batida. Se disputó la sexta edición del torneo que formó parte del circuito ATP Challenger Tour 2014. Se llevó a cabo en Savannah, Estados Unidos entre el 21 y el 27 de abril de 2014.

## Jugadores participantes del cuadro de individuales
| Favorito | País                      | Jugador            | Rank1 | Posición en el torneo |
| -------- | ------------------------- | ------------------ | ----- | --------------------- |
| 1        | Bandera de Estados Unidos | Donald Young       | 81    | Primera ronda         |
| 2        | Bandera de Estados Unidos | Jack Sock          | 88    | FINAL                 |
| 3        | Bandera de Estados Unidos | Tim Smyczek        | 106   | Primera ronda         |
| 4        | Bandera de Rusia          | Alex Bogomolov Jr. | 116   | Cuartos de final      |
| 5        | Bandera de Estados Unidos | Alex Kuznetsov     | 123   | Cuartos de final      |
| 6        | Bandera de Canadá         | Peter Polansky     | 137   | Segunda ronda         |
| 7        | Bandera de Canadá         | Frank Dancevic     | 140   | Cuartos de final      |
| 8        | Bandera de Austria        | Gerald Melzer      | 150   | Segunda ronda         |

| Posición en el torneo   |
| ----------------------- |
| Primera y segunda ronda |
| Cuartos de final        |
| Semifinales             |
| FINAL                   |
| CAMPEÓN                 |

- 1 Se ha tomado en cuenta el ranking del día 7 de abril de 2014.

### Otros participantes
Los siguientes jugadores recibieron una invitación (wild card), por lo tanto ingresan directamente al cuadro principal (WC):
- Evan King
- Jeff Dadamo
- Noah Rubin
- Robby Ginepri

Los siguientes jugadores ingresan al cuadro principal tras disputar el cuadro clasificatorio (Q):
- Yoshihito Nishioka
- Thanasi Kokkinakis
- Bjorn Fratangelo
- Jean-Yves Aubone

Los siguientes jugadores ingresan al cuadro principal como alternantes (Alt):
- Takanyi Garanganga

Los siguientes jugadores ingresan al cuadro principal como excepción especial (SE):
- Daniel Kosakowski

## Jugadores participantes en el cuadro de dobles

### Cabezas de serie
| Favorito | País                      | Jugador         | País                      | Jugador         | Rank1 | Posición en el torneo |
| -------- | ------------------------- | --------------- | ------------------------- | --------------- | ----- | --------------------- |
| 1        | Bandera de Croacia        | Marin Draganja  | Bandera de Finlandia      | Henri Kontinen  | 124   | Semifinales           |
| 2        | Bandera de Estados Unidos | Nicholas Monroe | Bandera de Estados Unidos | Jack Sock       | 168   | Cuartos de final      |
| 3        | Bandera de Alemania       | Philipp Marx    | Bandera de Eslovaquia     | Michal Mertiňák | 176   | Cuartos de final      |
| 4        | Bandera de Australia      | Rameez Junaid   | Bandera de Canadá         | Adil Shamasdin  | 203   | Semifinales           |

- 1 Se ha tomado en cuenta el ranking del día 14 de abril de 2014.

## Campeones

### Individual Masculino
- Nick Kyrgios derrotó en la final a  Jack Sock, 2-6, 7-64, 6-4

### Dobles Masculino
- Ilija Bozoljac /  Michael Venus derrotaron en la final a  Facundo Bagnis /  Alex Bogomolov, Jr., 7-5, 6-2.